# Готня (станция)
Го́тня —  узловая участковая  железнодорожная станция Белгородского региона Юго-Восточной железной дороги РЖД, расположена в посёлке Пролетарский Ракитянского района Белгородской области. Станция расположена на пересечении железнодорожных линий Льгов — Готня — Харьков и Сумы — Готня — Белгород. От Готни отведена также железнодорожная ветка до посёлков Ракитное (станция Зинаидино) и Ивня, которая используется исключительно для грузового сообщения. На станции расположено вагонное ремонтное предприятие, принадлежащее ООО «Трансвагонмаш».
К северу от станции проходит граница с Московской железной дорогой.
Вокзал одноэтажный, островной, оранжевого цвета с ярко-красной крышей.

## Транспортное сообщение
Движение пригородных поездов в направлении Льгова прекращено с 1 января 2013 года.
До июня 2014 года существовало прямое сообщение с Харьковом.
В феврале 2015 года прекращено движение пригородных поездов в направлении Сум и Ворожбы.
До 2018 года существовало пассажирское сообщение в сторону станции Хотмыжск.
Сейчас ходит раз в неделю пара поездов до Белгорода.

## История
Станция Готня была введена в эксплуатацию в 1903 году в составе действующей частной Белгород-Сумской железной дороги. В конце 1900-х станция была передана в ведение акционерного общества Северо-Донецкой железной дороги, которое соорудило здание железнодорожного вокзала и другие станционные постройки, включая паровозное депо. В 1911 году был введен в эксплуатацию участок Льгов — Харьков Северо-Донецкой железной дороги, станция Готня стала узловой.
2 января 1913 года по Указу Императора Николая II началось строительство железной дороги до Ракитянского свеклосахарного завода.
Участок Сумы — Готня — Белгород — Купянск в советское время служил северным обходом Харькова. После распада СССР он утратил своё значение, как и пересекающаяся с ним линия Вязьма — Брянск — Льгов — Харьков.
В 2003 году в честь 100-летия станции была произведена реконструкция железнодорожного вокзала, платформ и служебных строений станции. В 2005 году вагонное депо Готня было присоединено к ремонтному вагонному депо Белгород. 17 сентября 2008 года имущество вагонного ремонтного депо Белгород на станции Готня было продано ООО «Трансвагонмаш».

## Галерея
- Паровозное депо станции Готня в 1910-х